# كارمين سيلفا (لاعبة تايكوندو)
كارمين سيلفا هي لاعبة تايكوندو برازيلية، ولدت في 12 أكتوبر 1979.

## وصلات خارجية
- كارمين سيلفا على موقع TaekwondoData.com (الإنجليزية)
- كارمين سيلفا على موقع أوليمبيديا (الإنجليزية)